# 런런 쇼

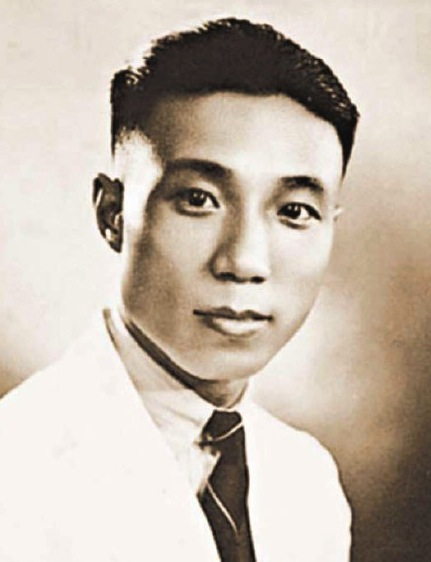
샤오이푸(1927년)

런런 쇼 경(邵逸夫,소일부, Sir Run Run Shaw, CBE, 1907년 11월 19일~2014년 1월 7일)은 홍콩의 방송인, 기업가이다. 영화 제작사 '쇼 브라더스'를 설립해 1960∼1970년대 홍콩 무협 영화의 전성기를 이끌고 홍콩 최대의 방송사인 TVB를 창립해 '홍콩 연예계의 대부'라 불린다. 중화권의 교육 기관에 거액의 돈을 기부했다.

## 생애
1907년 중국 저장성에서 태어난 런런쇼는 19세 때 싱가포르로 건너가 형이 운영하는 영화관에서 일하며 영화 산업에 뛰어들었다. 동남아시아의 화교들을 대상으로 영화를 배급하다 상하이시로 돌아와 사업을 확장했다. 중일 전쟁이 발발하자 1936년 홍콩으로 사업을 이전해 최초의 광둥어 영화를 제작했다. 그는 중국과 해외의 관객들을 위해 다양한 방언의 영화를 만들었다.

#### 쇼 브라더스
1958년 홍콩에서 형과 함께 영화 제작사 '쇼 브라더스'를 창립했다. 쇼 브라더스는 이후 아시아 최대 영화 제작사로 성장했으며 '외팔이 검객' 삼부작과 '13인의 무사', '용호의 결투' 등 무협 영화를 비롯해 1천여 편이 넘는 영화를 제작하며 1960∼1970년대 홍콩 무협 영화의 황금기를 이끌었다. 당시 중화권은 물론이고 한국과 일본 등에서도 인기를 끌었던 장처(張徹·장철) 감독과 후진취안(胡金銓·호금전) 감독, 디룽(狄龍·적룡)과 장다웨이(姜大衛·강대위), 왕위(王羽·왕우) 등 배우들이 쇼 브라더스 작품을 통해 이름을 알렸다. 그는 리들리 스콧의 영화 블레이드 러너 제작에 참여하기도 했다.
런런쇼는 영화 제작에 매우 깊숙히 관여했고, 장르를 가리지 않고 대량의 영화를 제작했다. 1970년 추문회가 그의 경영 스타일에 반발해 회사를 나가서 쇼 브라더스의 최대 경쟁사가 될 골든 하베스트를 세웠다. 골든 하베스트는 쇼 브라더스를 제치고 이소룡과 계약해 그가 갑자기 사망할 때까지 적지만 매우 성공적인 영화들을 제작했다. 런런쇼는 1980년대까지 매년 영화를 700편 이상 봤던 것으로 알려졌다.

### TVB
런런쇼는 영화 산업에 이어 1967년에는 홍콩에서 공중파 방송 TVB를 설립했다. 방송 산업에서도 그는 많은 배우들을 발굴하고 그들을 중화권과 아시아 전역의 스타로 만들었다. 오늘날 TVB는 중국의 중국중앙텔레비전과 함께 가장 중요한 중국어 방송국으로 꼽힌다. 그는 104살이던 2011년 명예회장으로 추대되면서 일선에서 물러날 때까지 40년간 회장으로 재직하며 방송계에도 큰 영향을 끼쳤다.

### 자선 사업
2002년에는 매년 수학과 의학, 천문학 분야에서 우수한 성과를 거둔 연구자에게 수여하는 아시아판 노벨상인 '쇼 프라이즈'(Shaw Prize)를 제정했으며 중국 교육 발전을 위해 '샤오이푸 기금'을 설립해 10억 달러 이상을 기부하기도 했다. 신징바오(新京報)에 따르면 샤오이푸 기금을 토대로 지어진 학교 건물만 중국 내 총 6013동에 달한다. 이푸관이라는 건물이 있는 대학만 해도 50곳이나 되는 것으로 나타났다. 그의 재산이 영화제작사와 TV 방송국등을 합해 대략 139억 홍콩 달러(약 1조9000억원)에 달하는 데 비춰보면 상당 부분을 교육을 위해 쓴 셈이다. 그가 사망했을 때 중국의 네티즌들은 그의 이름을 딴 학교, 도서관, 연구소, 병원의 사진을 올리며 추모했다.

## 서훈
- 1974년 대영 제국 훈장 3등급(CBE) 수훈[5]
- 1977년 기사작위(Knight Bachelor) 서임[주 1][6]

## 주해
1. ↑  샤오이푸가 기사작위를 받을 당시 홍콩은 영국 연방에 소속되어 있었으므로 서훈절차에 문제가 없었다.

## 같이 보기
- 홍콩 영화